# 奥伯罗德
奥伯罗德是德国莱茵兰-普法尔茨州的一个市镇。总面积6.72平方公里，总人口716人，其中男性371人，女性345人（2011年12月31日），人口密度107人/平方公里。